# Леопольдо де Григорио, маркиз Эскилаче
Леопольдо де Григорио, маркиз Эскилаче (23 декабря 1699, Мессина — 15 сентября 1785, Венеция) — испанский государственный деятель сицилийского происхождения, министр при дворе Карла III.

## Биография
Родился в Мессине, в семье скромного происхождения. Начал свою политическую карьеру в Неаполе, на службе у Карла VII Бурбона, короля Неаполя и Сицилии, будущего короля Испании. Был военным поставщиком неаполитанской армии. Его эффективность произвела большое впечатление на будущего короля. В 1746 году король Карл VII Бурбон назначил его главой неаполитанской таможенной администрации, а в 1748 году — министром финансов королевства. На этой должности Леопольдо де Григорио добился обложения налогом церковной собственности и сокращения прав знатных землевладельцев, которые до сих пор играли ведущую роль в политике королевства.
В 1759 Карлос отрёкся от королевского престола Неаполя и Сицилии и покинул Неаполь, чтобы занять трон Испании. Он взял с собой команду сотрудников с Леопольдо де Григорио во главе. Последний был немедленно назначен государственным секретарём по финансам.

## Реформы 1759—1766 гг
Маркиз Эскилаче с самого начала занял место архитектора королевских реформ и их вдохновителя. Большая часть этих реформ была направлена на модернизацию испанского общества, внедрение прогрессивных институтов.
При нём было облегчено положение вдов военных и их семей. Он создал артиллерийское училище, повысив тем самым боеспособность испанской армии. Он ввёл государственные лотереи, доходы от которых шли на благотворительность. Он реорганизовал работу таможни, ввёл таможенные посты. Он ограничил привилегии духовенства, требуя от Церкви соблюдения условий конкордата и уменьшая права церковного суда в интересах королевской власти.
Особое внимание он уделял развитию городской инфраструктуры и повышению уровня безопасности. При нём улицы Мадрида были замощены и освещены фонарями (всего было установлено около 5000 фонарных столбов), появился водопровод и фонтаны на площадях. Запрещено было ношение оружия в городской черте. Были приняты законы против нищенства и бродяжничества.
Однако в народе отношение к команде «молодых итальянских реформаторов» было неоднозначным. Реформы приносили не только благо, но и проблемы. Самого Эскилаче регулярно обвиняли в коррупции (бездоказательно) и неуважении к испанским традициям.

## Бунт против Эскилаче

### Предпосылки и причины
В результате либерализации торговли (прежде всего хлебной) продавцы зерна, пользуясь неурожаями (которые преследовали Испанию с 1762 года) взвинтили цены, что повлекло за собой народное недовольство. В подорожании обвинили «команду реформаторов». Эти настроения подогревались церковниками, пострадавшими от реформ, в особенности иезуитами.
В 1766 году Эскилаче, продолжая общую линию на увеличение безопасности горожан, принял очередные меры против ночных преступников, которые для сокрытия внешних примет носили широкополые шляпы (chambergos) и длинные плащи, скрывающие оружие. Указ Эксилаче запретил эту традиционную одежду, заменив её на итальянскую — маленькие треугольные шляпы и короткие накидки.
Реформа вводилась поэтапно: сначала в новом стиле переоделся сам король, его семья и двор (указ от 21 января 1766 г.). Следующим этапом было насильственное внедрение новой одежды среди чиновников. Наконец, 10 марта того же года Эскилаче распорядился расклеить плакаты, запрещающие старые шляпы и плащи для всех без исключения. Несмотря на предупреждения, что новая реформа чревата бунтом, маркиз всё же настоял на ней.

### Начало беспорядков
Указ вызвал массовое неприятие. В день опубликования плакаты с указом были сорваны со стен. В город были введены войска, чтобы защищать плакаты с указом и требовать его выполнения. Они подвергались насмешкам и агрессии горожан.
В Вербное воскресенье около 4 часов дня два горожанина шли через небольшую площадь Плаза-де-Антон-Мартин в традиционных шляпах и плащах. Их остановил патруль. После перебранки солдаты попытались арестовать их, когда один выхватил шпагу и свистнул. Тут же из переулков выскочили вооружённые люди. Солдатам пришлось бежать.
Мятежники быстро захватили Плаза-де-лос-Инвалидос, где хранились сабли и мушкеты. 2000 мятежников прошли по Калле Аточа к Плаза Майор, выкрикивая лозунг «Да здравствует Испания! Да здравствует король! Смерть Эскилаче!».

### Передача петиций королю
Мятежники опознали на улице идущего по своим делам Луиса Антонио Фернандеса де Кордоба-и-Спинола, 11-го герцога де Мединасели, окружили его и заставили взять приготовленные заранее петиции. Они взяли с него слово, что он передаст их королю.
Требования восставших в целом сводились к тому, чтобы ликвидировать присутствие иностранцев в Испании и их вмешательство в испанские дела, а также некоторые экономические и социальные меры. Они содержали следующие пункты:
- Лишить власти Эскилаче и его единомышленников, самого Эскилаче и его семью выслать из королевства.
- Вывести войска из Мадрида и вернуть их в казармы.
- Разрешить ношение длинного плаща и широкополой шляпы.
- Изгнать из правительства всех иностранцев. У власти должны находиться только испанские министры.
- Распустить так называемую валлонскую гвардию — личную королевскую гвардию, состоящую из иностранных солдат, целью которой была защита внутренней безопасности королевства и подавление бунтов (как в провинциях Испании, так и в ней самой).
- Снизить цены на основные товары народного потребления.
- Наконец, король должен выйти к народу и публично объявить (самолично) о своей готовности исполнить все эти требования.

Герцог выполнил обещание и передал петиции королю, сделав доклад о происходящем в столице. Король, однако, не обеспокоился, решив, что происходящее — всего лишь незначительные волнения.

### Развитие событий
Тем временем мятежники начали разрушать фонарные столбы, установленные в Мадриде в ходе преобразований Эскилаче. Потом они двинулись к дому Эскилаче, чтобы расправиться с ним и его семьёй. Бунтовщики ворвались в дом (который был покинут и оставлен на слуг), разграбили его и зарезали слугу. После этого они забросали камнями особняк Гримальди и осадили особняк Сабатини.
Ночью на площади Пласа Майор был сожжен портрет Эскилаче. Король всё ещё бездействовал.
24 марта ситуация значитально ухудшилась. Мятежники, не встречая сопротивления, убедились в своей безнаказанности. Их численность значительно увеличилась. ТОлпа пошла к месту пребывания короля (Арко-де-ла-Армерия-де-Паласио) защищаемое валлонской гвардией и испанскими войсками.
Валлонские войска обстреляли толпу и убили женщину, тем самым только увеличив число участников беспорядков.
Некий священник, представитель восставших, добился приёма у короля и снова представил ему требования. Священник обещал превратить королевский дворец в руины в течение двух часов, если требования не будут выполнены.
Во время обсуждения ситуации с кабинетом министров большинство из них встало на ту позицию, что беспорядки ещё не являются вызовом королевской власти, но что они могут перерасти в таковые, если требования будут проигнорированы. Король с этим согласился и через некоторое время вышел на дворцовый балкон. Мятежники еще раз представили свои требования. Карл III выслушал их и спокойно согласился на всё, после чего удалился во дворец вместе с валлонской гвардией.
Этот жест успокоил население. Однако, опасаясь за свою безопасность, король затем решил эвакуироваться в Аранхуэс с семьёй и министрами, включая Эскилаче. Это разозлило и испугало мятежников, которые решили, что король принял требования только для вида, чтобы потом из безопасного места дать приказ войскам, которые займут Мадрид и сокрушат восстание.
Силы восставших — около 30 000 человек, включая женщин и детей, — окружили дом иезуита Диего де Рохаса-и-Контрераса, епископа Картахенского, и принудили его подписать письмо на имя короля Карлоса с новыми требованиями.
Тем временем горожане начали грабить военные здания и магазины, освобождать заключенных из тюрем.
Король ответил примирительными письмом, в котором говорилось, что он искренне обещал выполнить требования своего народа, и просил спокойствия и порядка. Это было исполнено: бунт прекратился.

### Результаты
Король остался Аранхуэсе до середины апреля. Правительство возглавил Педро Абарка де Болеа, 10-й граф Аранда, искусный демагог, который устроил ряд встреч с членами пяти главных гильдий Мадрида и 53 малых гильдий и убедил всех, что широкополая шляпа и длинный плащ — позорная одежда, так как используется палачами, чтобы скрывать лица, и что уважающий себя человек подобного не наденет. Этот аргумент произвёл впечатление, и население смирилось с накидками и треуголками.
Однако королю пришлось выполнить главное требование восставших — лишить власти маркиза Эскилаче и отослать его в Италию. Об этом шаге публично сожалел и король и маркиз.
5 апреля 1766 года, уезжая в Италию, маркиз, направляясь в Неаполь, написал из порта Катрахены:
Я вымостил улицы Мадрида, провёл освещение, создал бульвары и совершил другие работы, за которые я заслуживаю, чтобы мне поставили статую в Мадриде, а вместо этого король отнёсся ко мне так недостойно.

## Последние годы жизни
Живя в Неаполе, а затем в Сицилии, Эскилаче не переставал заботиться о реабилитации своей чести, прося у короля должность, чтобы доказать свою невиновность.
В 1772 Эскилаче был назначен послом в Венецию. На этой должности он и умер в 1785 году.